# Guéckédou
Guéckédou är en prefekturhuvudort i Guinea.   Den ligger i prefekturen Guéckédou och regionen Nzérékoré, i den södra delen av landet, 400 km öster om huvudstaden Conakry. Antalet invånare är 79 140.